# مركبة إطلاق للحمولات الصغيرة
مركبة الإطلاق للحمولات الصغيرة هي مركبة إطلاق مدارية صاروخية قادرة على رفع 2000 كيلوجرام أو أقل (حسب تصنيف ناسا) أو أقل من 5000 كيلوجرام (حسب تصنيف روسكوزموس) من الحمولة إلى مدار أرضي منخفض. الفئة الأكبر التالية تتكون من مركبات الإطلاق متوسطة الرفع.
كان صاروخ سبوتنيك أول مركبة إطلاق للحمولات الصغيرة، وأطلقه الاتحاد السوفيتي، وكان مشتقًا من الصاروخ الباليستي العابر للقارات آر-7 سيميوركا. في 4 أكتوبر 1957، استُخدم صاروخ سبوتنيك لإجراء أول إطلاق قمر اصطناعي في العالم، ووضع القمر الاصطناعي سبوتنيك 1 في مدار أرضي منخفض. ردت الولايات المتحدة بمحاولة إطلاق صاروخ فانجارد. فشلت محاولة إطلاق فانجارد تي في 3 ، وكان إطلاق القمر الصناعي إكسبلورر 1 في 31 يناير 1958 باستخدام صاروخ جونو 1 هو أول إطلاق مداري ناجح للولايات المتحدة. كانت مهمة فانجارد 1 هي الإطلاق المداري الناجح الثاني للولايات المتحدة. مثلت هذه الأحداث بداية سباق الفضاء.
منذ أواخر الخمسينيات من القرن العشرين، استمرت مركبات الإطلاق الصغيرة في إطلاق الحمولات إلى مدارات بما في ذلك مدار الأرض المنخض، والمدار المتزامن مع الشمس، ومدار النقل الثابت جغرافيًّا. كما طُورت مركبات الإطلاق متوسطة الرفع، ومركبات الإطلاق ذات الرفع الثقيل، ومركبات الإطلاق ذات الرفع الثقيل للغاية على نطاق واسع ولكنها لم تحل محل مركبات الإطلاق الصغيرة تمامًا. يمكن أن تلبي مركبات الإطلاق الصغيرة متطلبات بعض المركبات الفضائية، ويمكن أن تكون أيضًا أقل تكلفة من مركبة الإطلاق الأكبر حجمًا.